# Gerard Stach
Gerard Stach (ur. 20 listopada 1952 w Miedzianej, zm. 13 października 1974 w Opolu) – polski żużlowiec.

## Życiorys

### Życie prywatne
Brat Franciszka Stacha, również żużlowca.

### Kariera sportowa
W latach 1972–1974 reprezentował barwy klubu Kolejarz Opole. W 1974 r. zdobył Srebrny Kask oraz srebrny medal młodzieżowych indywidualnych mistrzostw Polski. Dobrze zapowiadającą się karierę żużlową przerwał wypadek, któremu uległ 13 października 1974 r. w Opolu podczas towarzyskiego meczu Kolejarza z czeskim klubem AMK Kopřivnice. W trzecim biegu tego meczu upadł na tor atakując Jana Vernera, a po upadku został jeszcze najechany przez innego zawodnika. Zmarł kilka godzin później, nie odzyskując przytomności.
Dla uczczenia Gerarda Stacha w Opolu rozgrywany jest corocznie memoriałowy turniej poświęcony jego pamięci.